# Großenaspe
Großenaspe er en by og en kommune i det nordlige Tyskland, beliggende i Amt Bad Bramstedt-Land i
den vestlige del af Kreis Segeberg. Kreis Segeberg ligger i den sydøstlige del af delstaten Slesvig-Holsten.

## Geografi
Großenaspe liegger omkring 10 kilometer südlich von Neumünster. Mod vest går motorvejen A7 fra Hamborg mod Flensborg. I udkanten af byen går jernbanen Hamburg-Altona–Neumünster, der har station i den nordlige del af byen.
Bebyggelserne Freiweide Brokenlande ligger i kommune, og i den sydøstlige del ligger naturschutzgebiet Halloher Moor, Brandsheide und Könster Moor.